# Holland-Veluwe Lijn
De Holland-Veluwe Lijn was een beurtvaartrederij die van 1926 tot 1951 tussen Harderwijk en Amsterdam hoofdzakelijk passagiers vervoerde.

## Geschiedenis
Ondanks een ligging aan de Zuiderzee beschikte Harderwijk eeuwenlang niet over een eigen haven. Een grote zandbank voor de kust verhinderde de aanleg ervan, totdat een Comité van Actie van middenstanders in 1925 een vaargeul liet uitbaggeren. Voorman van het comité was Eibert den Herder, een lokale industrieel en reder. Op de dag dat de vaargeul werd voltooid, 26 augustus 1925, richtten leden van het comité de N.V. Stoomboot Maatschappij Holland-Veluwe Lijn op. De maatschappij nam een raderstoomboot met een capaciteit van 600 passagiers uit de Rijnvaart over, liet het verbouwen en bracht het als Stad Harderwijk in de vaart. Op 24 mei 1926 werd de dienst op Amsterdam geopend en in 1927 werden al 17.000 passagiers vervoerd. De overtocht werd aanvankelijk in zo'n drie en een half uur gemaakt, omdat men op de Zuiderzee nog alle ruimte had.

### Concurrentie
Het comité en de stoombootmaatschappij kregen van de gemeente weinig medewerking en van vissers en beurtschippers alleen maar tegenwerking. Barend Schipper, een van de beurtschippers, bood vanaf 1927 concurrentie op hetzelfde traject met de Burgemeester Kempers. Andere beurtschippers gingen naast de gebruikelijke vracht ook passagiers vervoeren en wel tegen half geld. De Holland-Veluwe Lijn reageerde daarop door ook vracht aan te nemen. Door de hevige concurrentie waren de winsten van alle betrokkenen jarenlang minimaal, ondanks sterk groeiende passagiersaantallen.

### Uitbreiding
Reeds in 1927 werd een tweede schip aangeschaft, de Uddelermeer, met een capaciteit van 225 passagiers. In 1931 werd het eerste voor de rederij nieuw gebouwde schip in de vaart gebracht, de motorsalonboot Kasteel Staverden, die plaats bood aan 800 passagiers. Voor de dienst beschikte de rederij hiermee over twee volwaardige passagiersschepen en de Uddelermeer werd vrachtschip en reserveboot, maar ze werd ook wel voor dagtochten ingezet.

### Tweede Wereldoorlog en wederopbouw
In de oorlog werd de Uddelermeer gevorderd en liepen de andere twee schepen aanzienlijke schade op. De Kasteel Staverden moest op een werf hersteld worden, waarbij zij tevens met 15 meter werd verlengd. Over drie dekken was vanaf toen plaats voor 1600 passagiers, waarmee het Nederlands grootste passagiersschip in de binnenvaart werd. De Uddelermeer werd door rederijpersoneel hersteld en herdoopt in Ermelo. 

### Einde van de beurtdiensten en nasleep
In 1951 staakte de Holland-Veluwe Lijn haar geregelde diensten voor passagiers en vracht. Vanuit Harderwijk is thans Rederij Flevo actief in het toeristisch vervoer te water. Onduidelijk is of zij voortkwam uit de Holland-Veluwe Lijn, zoals één bron meldt, of dat zij slechts de schepen van de Holland-Veluwe Lijn overnam. De Holland-Veluwe Lijn staat nog steeds ingeschreven in het handelsregister.
Het Rode Kruis huurde de Kasteel Staverden tussen 1952 en 1959 voor recreatief vervoer van zieken en gehandicapten, voordat zij de (eerste) Henry Dunant liet bouwen. Van 1960 tot 1970 werd het schip gecharterd door verpleeghuizen, voor een vergelijkbare vorm van vervoer.